# Jean Chastel

Jean Chastel

Jean Chastel (La Besseyre-Saint-Mary, Francia, 31 de marzo de 1708-6 de marzo de 1789, ib.) fue un granjero y tabernero local de la provincia de Gévaudan, Francia, quien dio muerte a la Bestia de Gévaudan el 19 de junio de 1767 en Monte Mouchet. De acuerdo a la tradición y a diversas novelas subsecuentes, él se colocó en un punto despejado para ofrecerse a la bestia y abrió su Biblia. Al estar frente a la bestia, le disparó dos balas de plata, obtenidas de una medalla que tenía grabada la imagen de la Virgen María. El último tiro acertó en el corazón de la bestia. 
Sin embargo, afirma que la bestia se quedó mirándolo fijamente por un momento. Este habría sido un aberrante comportamiento de la bestia, quien usualmente atacaba a primera vista. Algunos creen que esta es la prueba de que Chastel tenía conexión con la bestia o que incluso él la había entrenado. El hijo de Chastel, Antoine, se dijo que guardaba al animal en su colección de animales salvajes.
Según otros relatos, la fiera fue rematada por una jauría de perros después de que Chastel le diera un tiro en el omóplato.
Chastel aparece como un personaje de la película El pacto de los lobos y en la novela El perro de dios.